# Жезказганский ботанический сад
Жезказганский ботанический сад находится в 4 км к югу от г. Жезказган (ныне в Карагандинской области), на правом берегу реки Кара-Кенгир.

## Описание
Площадь территории ботанического сада — 62 га. На территории можно найти около 1500 сортов высших растений, из них ок. 350 видов деревьев и кустарников, 470 декоративных растений, 240 плодово-ягодных растений, 60 овощей. 22 вида — интродуцированные эндемики.

## История
В 1957 году под руководством академика Каныша Сатпаева на территории бывшей научно-исследовательской базы создаётся отдел Института ботаники Казахстана. В 1966 году отдел был реорганизован в самостоятельное научное учреждение «Жезказганский ботанический сад».
Помимо научной деятельности, в советское время ботанический сад занимался озеленением города совместно с организацией «Зеленстрой».
После распада СССР положение дел значительно ухудшилось, однако ботанический сад не прекратил работу. Наиболее серьёзный одномоментный ущерб был нанесён в октябре 2009 года, когда при ликвидации сухостоя были вырублены живые коллекционные деревья и насаждения в защитной полосе.
В 2011 году в Жезказганском, а также Главном (Алматинском) и Илийском ботаническом садах начались работы по капитальному ремонту. Средства были выделены Министерством образования и науки Казахстана.

## Проблемы
С 2000 года «Жезказганский ботанический сад» перестал быть самостоятельным государственным научным учреждением и с того момента находится в подчинение «Института ботаники и фитоинтродукции», являясь его филиалом. В связи с этим у «Жезказганского ботанического сада» наблюдаются проблемы с необходимым финансированием на обслуживание и поддержание сада, а также низкими зарплатами персонала, так как необходимое бюджетное финансирование из «Министерства экологии» поступает не напрямую в сад, а через алматинский «Институт ботаники и фитоинтродукции», руководство которого самостоятельно решает судьбу дальнейшего распределения бюджетных финансовых средств и может оставить значительные выделяемые средства за своей организацией.

## Деятельность
Основными направлениями научных исследований ботанического сада являются:
- Интродукция инорайонных и местных декоративных и полезных растений.
- Изучение биоэкологических особенностей роста и развития интродуцированных растений в неблагоприятных почвенно-климатических условиях.
- Разработка методов культивирования, селекции, отбора новых форм.
- Внедрение наиболее перспективных видов и сортов в зелёное строительство и растениеводство.
- Накопление и обогащение научного и производственного опыта по интродукции растений и зелёному строительству в городах.
- Научно-просветительская работа по биологии растений, декоративному садоводству и цветоводству.

Несмотря на отсутствие в современном Жезказгане централизованной системы озеленения, ботанический сад сотрудничает с различными корпорациями (например, с ТОО «Казахмыс»), проводя озеленение территорий в частном порядке.

## Юридический статус
С 1966 по 2000 годы являлся юридически самостоятельным научным учреждением «Государственное учреждение „Жезказганский ботанический сад“» Академии Наук Казахской ССР (Казахстана).
С 2000 года по настоящее время не имеет юридической самостоятельности и официального статуса, является филиалом «ГКП на ПХВ „Институт ботаники и фитоинтродукции“».

## Природоохранный статус
с 2006 года Жезказганский ботанический сад включён в перечень особо охраняемых природных территорий республиканского значения, что предотвратило его потенциальную ликвидацию и распродажу земельных участков.